# Малтепе (квартал в Зейтинбурну)
„Малтепе“ (на турски: Maltepe) е квартал на Истанбул, разположен в околия Зейтинбурну. Общата му площ е 3,2 км2. Според данни на Адресната система за регистриране на населението (ABPRS) към 2023 г. населението на „Малтепе“ е 10 030 жители.